# Липівка (Тисменицька міська громада)
Ли́півка — село Івано-Франківського району Івано-Франківської області. Входить до складу Тисменицької міської громади.

## Історичні назви
Давня назва села — Ляцьке, з 1860-х — Ляцьке-Шляхетське. Після радянської анексії Галичини в 1939 р. окупанти перейменували село на Підгір'я, однак ця назва щезла разом з радянськими військами в 1941 р.
Зате вже 7 червня 1946 року Указом Президії Верховної Ради Української РСР село Ляцьке-Шляхетське таки перейменовано — село Липівка.

## Географія села

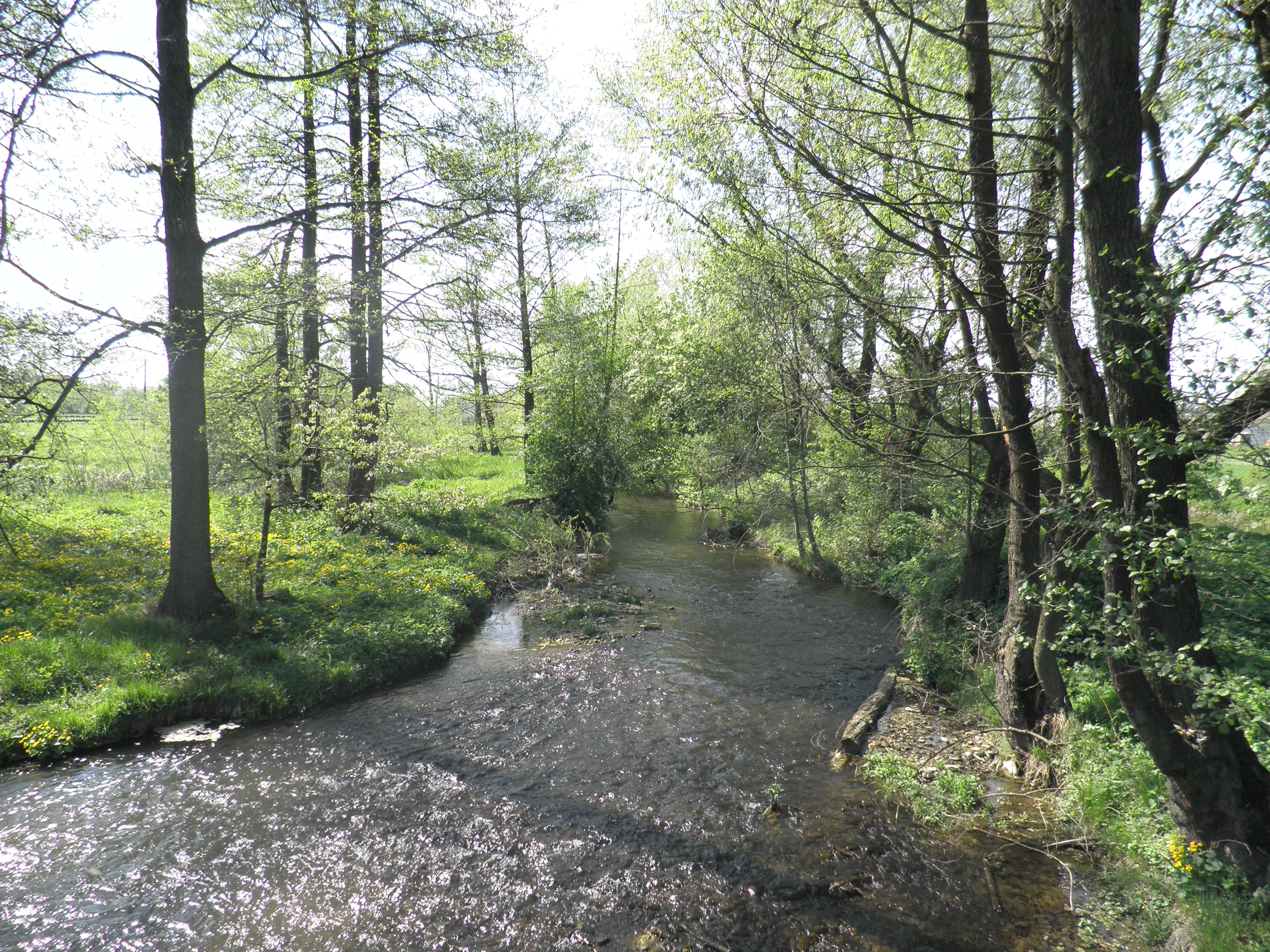
Ріка Стримба

До Липівської сільської ради входили села Студинець і Нова Липівка.

## Історія

### У складіПольщі
Встановити точну дату заснування села доволі важко, бо кожна дата буде тільки першою згадкою про село. Різні джерела дають дати від 1349 до 1457. Але найстаріша назва села — Ляцьке (тобто «польське» староукраїнською) може означати те, що село заснували поляки, які його так і назвали, або як власність ляха, — тоді це могло відбутись тільки після 1349, коли Галичина перейшла під владу Польщі. Частина істориків вважає назву давнішою і виводить від терміна «лази», яким у Галичині позначали листяний ліс.
Згадується 4 березня 1437 року в книгах галицького суду. Церква вперше згадується в документах 1578 року.
На жаль, джерел звідки можна черпати інформацію про середньовічну історію села залишилось дуже мало. Особливістю розвитку села в той період було те, що через нього проходив шлях через Тисменицю, Надвірну, і далі через Карпати на Закарпатську Україну, яким проходили монголо-татарські полчища. Щоправда село з усіх боків оточене лісом тому не зазнавало значних втрат.
Селяни з Ляцького взяли активну участь в повстанні Богдана Хмельницького. Так наприклад 6 серпня 1649 року Андрій Голинський скаржився на селян з Камінного, Велисниці, Гостова, Волосівської Слободи, Ляцького, які під проводом шляхтичів Русинів Олександра, Андрія, Кикули Березовських «маючи змову з козаками й бунтівниками» напали на село Перерісль і там попустошили шляхетські двори. Крім того, зважаючи на сильну присутність польської шляхти у самому селі, траплялись напади і на Ляцьке. Юрій Коморовський 30 травня 1650 року скаржився, що селяни сіл Волосова, Цуцилова, Тисменичан, та Ворони спустошили двірські маєтки в Цуцилові, опісля спалили двір та корчму в Ляцькім.
У 1700 р. споруджена церква Воскресіння Христового, яка збереглася донині.

### У складіАвстрійської Імперії
В 1772 році Галичина внаслідок першого поділу Польщі перейшла під владу Австрії. Внаслідок адміністративних змін село Ляцьке почало належати до Станіславівського циркулу, а до цього належало до Галицької землі Руського воєводства.
За наказом Йосифа II було здійснено опис населених пунктів Галичини відомий як Йосифинська метрика. Опис села Ляцьке був здійснений у 1787 році, і з нього довідуємось, що найбільшим землевласником в селі був Дмитро Шумлянський. Також довідуємось, що в селі проживали такі роди української шляхти: Шумлянські, Драгомирецькі, Луцькі, Голинські, Березовські, Матківські.
Франц I теж провадив такий опис у 1820, відомий як Францисканська метрика, і з неї довідуємось, що найбільшим землевласником є Готфрід де Сіттауер, якому належить і панський двір. Дмитро Шумлянський — колишній власник двору теж проживає в селі. Яким чином двір змінив власника — невідомо. Готфрід де Сіттауер є першим німцем у селі. Згодом тут виростає німецька колонія. Також в селі з'являються шляхетні українські роди Гошовських, Княгиницьких і Вишневських.
На 1847 рік існують відомості про те, що власником села Ляцьке є пан Йозеф Морзе, з 8 співвласниками, імена яких не вказуються. У архіві Юрія Василькевича зберігаються документи, які свідчать про те, що власність Морзе — це попередня власність Готфріда де Сіттауера, тобто Морзе купив цей маєток, або одержав у спадок.
У 16 травня 1848 року видано урядовий циркуляр про скасування панщини в Галичині. У селах в центрі на честь цієї події ставились хрести-фігури, під якими закопували серпи, коси, ціпи, що символізувало закінчення виснажливої роботи на пана. В центрі Ляцького була закладена хрест-фігура, біля якої було посаджено 5 лип, але в 1985 через свавілля місцевих керівників ці пам'ятні липи зрізали. А пам'ятник довго стояв у центрі села, поки радянська влада не перенесла його на церковне подвір'я. Багато селян ставили хрести і на своїх полях. В часи радянського режиму ці хрести були перенесені на сільський цвинтар, де вони стоять і сьогодні.
Незважаючи на зрушення 1848 року, польські шляхтичі й надалі мали великі права. Зокрема в руках поміщиків зосереджувалось найбільше багатство селян — земля.
Десь в 50-х роках в селі з'являється рід Войнаровських, представником якого в селі був священик о. Петро Войнаровський.
Приблизно в 1860-70-х село отримало назву Ляцьке-Шляхецьке, очевидно в зв'язку з чисельністю шляхти серед населення. Включене до новоствореного Тлумацького повіту.
В другій половині 60-х років в село приїздить Юстин Іполитович Малецький, який одружується з Анною (Матільдою) — дочкою пана Йозефа Морзе, та Антоніни. Після смерті Йозефа Морзе Юстин стає власником панського двору аж до власної смерті (приблизно 1919 рік). Іван Кукудяк згадує, що він регулярно взимку купався в своєму ставку, що був біля панського двору.
У 1877 році знаходимо відомості про створення в селі позичкової каси.
Пізніше у селі виникає другий панський двір. Так на 1907 рік, є джерела, які стверджують що в селі є два великих маєтки. Другий панський двір був закладений наприкінці XIX ст. паном Княгиницьким (ім'я невідоме), і розташовувався на хуторі Студинець. Цей маєток був трохи меншим за маєток Малецького.
Перші вибори до австрійського парламенту на основі загального виборчого права, що відбулись у травні 1907 року дали українцям 27 мандатів з Галичини і 5 з Буковини. Серед послів до австрійського парламенту був обраний і уродженець села Ляцьке-Шляхецьке о. Тит Войнаровський (1856—1938), який за політичною орієнтацією був націонал-демократом.
На 1907 рік в селі проживало 2428 жителів, з яких 1246 чоловіки та 1182 жінки, які мешкали у 416 будинках. За національністю — 214 німців (в колонії Сіттауерівка), 384 поляки, та 1829 українців .
У 1910 році засновано два господарсько-споживчі кооперативи «Самопоміч» та «Відродження», через які селяни могли збувати свою продукцію.

### Перша світова війна
В 28 червня 1914 почалась Перша світова війна і Галичина стала ареною боротьби між Австро-Угорщиною та Росією. Ряд чоловіків села було мобілізовано на фронт. Зі спогадів старожилів довідуємось, що серед жителів села на фронті були:
- Бабій Олексій Якович
- Буждиган Іван Васильович — воював в Італії, був поранений
- Василишин Михайло Васильович — воював в Італії, був поранений, мав офіцерське звання
- Грицюк Микола
- Княгиницький Роман Адольфович
- Дем'янчук Микола
- Олійник Василь Пилипович — воював в Італії, де й загинув в 1915
- Насаюк Олексій
- Сисак Олексій
- Яворський Володимир
- Яворський Василь

Більше війна зачепила сусіднє село — Ворону, де проходила лінія фронту. Фронт доходив також до німецької колонії Сіттауерівки. В селі Ляцьке-Шляхетське перебували поранені австрійські вояки.
Українське населення переживало переслідування австрійців через звинувачення у москвофільстві. Зокрема, у концентраційний табір Талергоф були заслані:
- Рибак Іван
- Кустинович Йосип з сином
- Бабій Олексій
- Федорів Петро

Вони були активними учасниками читальні імені М. Качковського, яка мала москвофільське спрямування.

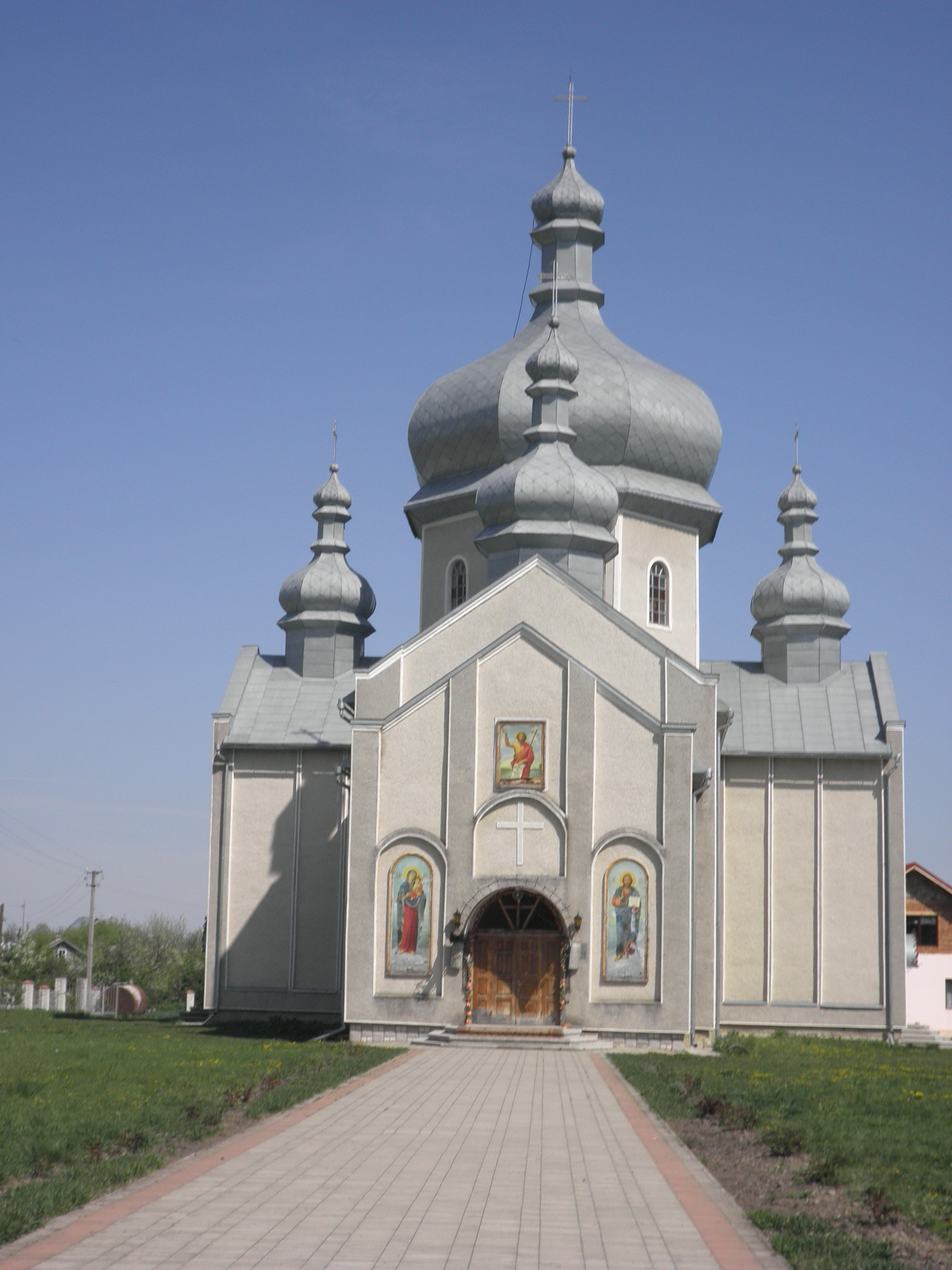
Нова церква

В серпні 1914 австрійською владою було дозволено створення Українських січових стрільців. За короткий час до легіону зголосилось майже 30 тисяч чоловік, але польсько-австрійська адміністрація дозволила лише 2500. З села Ляцьке-Шляхетське до легіоуну УСС вступили:
- Камінський Михайло Васильович (1892 р.н.) — загинув у бою з російськими військами у 1914 році.
- Машталір Григорій — належав до 7 сотні 1 полку УСС
- Осташ Микола

Спогади старожилів також свідчать, що до легіону УСС належали також з села Камінський Дмитро, і Сисак Петро.
З приходом російських військ в селі було паралізовано культурне життя. Була закрита школа, припинено діяльність читальні «Просвіти».
Після війни, у листопаді 1918 року була створена Західно-Українська Народна Республіка, після чого почалось створення Української Галицької Армії. Із села Липівка в лавах УГА в період визвольних змагань 1918—1920 років брали участь колишні січові стрільці: Винник Павло, Машталір Григорій та Осташ Микола.

### Ляцьке-Шляхецьке у міжвоєнний період
В 1934 році село втратило статус гміни (самоврядної громади) і включена до об'єднаної сільської ґміни Марковце.
32 жителі села воювали в рядах УПА.

## Населення

### Мова
Розподіл населення за рідною мовою за даними перепису 2001 року:
| Мова       | Відсоток |
| ---------- | -------- |
| українська | 99,63%   |
| вірменська | 0,27%    |
| російська  | 0,1%     |

## Видатні особи

### Народились
- о. Тит Войнаровський — священик УГКЦ, голова товариства «Сільський господар», посол до віденського парламенту.
- Мандрик Ярослав Іванович (* 1951) — український історик, доктор історичних наук, професор.
- Тарас Яськевич — український хімік.
- Василь Максимович Мельник (1915–1996) — актор Івано-Франківського музично-драматичного театру, заслужений артист України.